# Landtagswahl in Vorarlberg 1954
- SPÖ: 7
- ÖVP: 16
- VDU: 3

Die Landtagswahl in Vorarlberg 1954 fand am 17. Oktober 1954 statt. Die Österreichische Volkspartei (ÖVP) konnte sich nach den großen Verlusten bei der Landtagswahl 1949 stabilisieren und steigerte ihren Stimmanteil um 1,6 % auf 58,0 %, womit sie ihre 16 Mandate halten konnte. Die Sozialistische Partei Österreichs (SPÖ) konnte nach ihren schweren Verlusten 1949 diese 1954 wieder großteils wettmachen und erzielte mit einem Plus von 6,9 % einen Stimmenanteil von 26,0 %, womit sie 3 Mandate gewann und wie 1945 wieder sieben Landtagsabgeordnete stellte. Die Wahlpartei der Unabhängigen (WdU) büßte nach ihrem Wahlerfolg 1949 hingegen 8,4 % ein und verlor 3 Mandate. Mit 13,7 % stellte sie dadurch nur noch drei Abgeordnete. Die Kommunistische Partei Österreichs (KPÖ) blieb mit 2,4 % praktisch unverändert und scheiterte wie bereits 1945 und 1949 am Einzug in den Landtag.
Der Landtag der XVIII. Gesetzgebungsperiode konstituierte sich in der Folge am 29. Oktober 1954 und wählte am 29. Oktober 1954 die Landesregierung Ilg III zur neuen Vorarlberger Landesregierung. 

## Gesamtergebnis
|                                         | Ergebnisse 1954 | Ergebnisse 1954 | Ergebnisse 1954 | Ergebnisse 1949 | Ergebnisse 1949 | Ergebnisse 1949 | Differenzen | Differenzen | Differenzen |  |
| --------------------------------------- | --------------- | --------------- | --------------- | --------------- | --------------- | --------------- | ----------- | ----------- | ----------- |  |
| Wahlberechtigte                         | 117.973         | 117.973         | 117.973         | 108.537         | 108.537         | 108.537         | + 9.436     | + 9.436     | + 9.436     |  |
| Wahlbeteiligung                         | 94,31 %         | 94,31 %         | 94,31 %         | 96,40 %         | 96,40 %         | 96,40 %         | - 2,09 %    | - 2,09 %    | - 2,09 %    |  |
|                                         | Stimmen         | %               | Mand.           | Stimmen         | %               | Mand.           | Stimmen     | %           | Mand.       |  |
| Abgegebene Stimmen                      | 111.263         |                 |                 | 104.635         |                 |                 | + 6.628     |             |             |  |
| Ungültig                                | 5.890           | 5,29 %          |                 | 3.679           | 3,52 %          |                 | + 2.211     | + 1,77 %    |             |  |
| Gültig                                  | 105.373         | 94,71 %         |                 | 100.956         | 96,48 %         |                 | + 4.417     | - 1,77 %    |             |  |
| Partei                                  |                 |                 |                 |                 |                 |                 |             |             |             |  |
| Österreichische Volkspartei (ÖVP)       | 61.105          | 57,99 %         | 16              | 56.960          | 56,42 %         | 16              | + 4.145     | + 1,57 %    | ± 0         |  |
| Sozialistische Partei Österreichs (SPÖ) | 27.357          | 25,96 %         | 7               | 19.293          | 19,11 %         | 4               | + 8.064     | + 6,85 %    | + 3         |  |
| Wahlpartei der Unabhängigen (WdU)       | 14.395          | 13,66 %         | 3               | 22.271          | 22,06 %         | 6               | - 7.876     | - 8,40 %    | - 3         |  |
| Kommunistische Partei Österreichs (KPÖ) | 2.516           | 2,39 %          | 0               | 2.432           | 2,41 %          | 0               | + 84        | - 0,02 %    | ± 0         |  |
| Gesamt                                  | 105.373         | 100,00 %        | 26              | 100.956         | 100,00 %        | 26              | + 4.417     |             |             |  |